# Ред Хил (Јужна Каролина)
Ред Хил (енгл. Red Hill) насељено је место без административног статуса у америчкој савезној држави Јужна Каролина.

## Демографија
По попису из 2010. године број становника је 13.223, што је 2.714 (25,8%) становника више него 2000. године.
| Група             | 2000.         | 2010.          |
| Белци             | 9.151 (87,1%) | 10.371 (78,4%) |
| Афроамериканци    | 771 (7,3%)    | 1.314 (9,9%)   |
| Азијати           | 82 (0,8%)     | 161 (1,2%)     |
| Хиспаноамериканци | 327 (3,1%)    | 1.130 (8,5%)   |
| Укупно            | 10.509        | 13.223         |